# Izquierda Democrática Cántabra
La Izquierda Democrática Cántabra (IDCAN) fue un partido de ideología de izquierdas inscrito en el Ministerio del Interior el 22 de septiembre de 1997 y formado por antiguos miembros de Izquierda Unida de Cantabria; entre ellos, sus tres diputados en la Asamblea Regional de Cantabria desde las elecciones autonómicas de 1995. Sus cabezas visibles eran los políticos cántabros Ángel Agudo y Martín Berriolope. Este último, como representante del partido, fue uno de los ponentes (junto a los representantes del PP, PSC-PSOE, UPCA y PRC) en el llamado Pacto de Carmona del 29 de diciembre de 1997, por el que se consensuaba la reforma del Estatuto de Autonomía de Cantabria.
En mayo de 2000, y junto a la Confederación de los Verdes, Iniciativa per Catalunya Verds, Los Verdes-Izquierda de Madrid, Esquerda Galega, la Chunta Aragonesista y Esquerra Verda-Iniciativa pel País Valencià, participó en la creación de un proceso de convergencia entre partidos verdes y de izquierda llamado Los Verdes-Izquierda Verde. Los discretos resultados electorales hicieron que sus miembros abandonaran el proyecto a los pocos años.
IDCAN acudió a las elecciones autonómicas de 1999 coaligado con el Partido Socialista de Cantabria (PSC-PSOE) bajo la marca de PSOE-Progresistas. En mayo de 2003, después de las elecciones autonómicas de ese año —en las que varios de sus miembros fueron integrados en las filas socialistas—, pasó a formar parte del nuevo gobierno PSC-PRC como consecuencia de su pacto preelectoral con los socialistas cántabros (Agudo fue consejero de Economía entre 2003 y 2011).
Finalmente, el 8 de noviembre de 2003 decidieron disolverse como partido e integrarse plenamente en el PSC-PSOE. Años después, en 2012, su antiguo líder Ángel Agudo fue designado presidente del PSC-PSOE, cargo que ocupó hasta 2017.